# Hyposidra albipunctata
Hyposidra albipunctata là một loài bướm đêm trong họ Geometridae.